# Canton de la Cassagne
Le canton de la Cassagne est un ancien canton français du département de la Dordogne. Il faisait partie du district de Montignac. Le canton avait pour chef-lieu La Cassagne.

## Histoire
Le canton de la Cassagne est créé en 1790 sous la Révolution en même temps que les départements. Il dépend du district de Montignac jusqu'en 1795, date de suppression des districts.
Lorsque ce canton est supprimé par la loi du 8 pluviôse an IX (28 janvier 1801)  portant sur la « réduction du nombre de justices de paix », ses communes sont alors majoritairement intégrées au canton de Salignac, hormis La Cassagne et La Dornac rattachées au canton de Terrasson, et Saint-Amand-de-Coly rattachée au canton de Montignac. Les trois cantons dépendent de l'arrondissement de Sarlat.

## Composition
- Archignac[2]
- La Cassagne[1]
- La Dornac[3]
- Jayac[4]
- Nadaillac[5]
- Paulin[6]
- Saint-Amand-de-Coly[7]
- Saint-Geniès[8]

Les anciennes communes de Pelvézy et du Rauzel, fusionnées avec Saint-Geniès les premières années de la Révolution, ont probablement fait partie de ce canton.